# میه‌چیسواف خرینیه‌ویچ
میه‌چیسواف خرینیه‌ویچ (لهستانی: Mieczysław Hryniewicz؛ ‏ تلفظ لهستانی: [mʲɛtʂɨˈswaf]؛ ‏ زادهٔ ۳۱ اوت ۱۹۴۹) بازیگر اهل لهستان است که در بیش از ۴۰ اثر سینمایی و تلویزیونی نقش‌آفرینی کرده‌است.
از فیلم‌ها یا مجموعه‌های تلویزیونی که وی در آن‌ها نقش داشته‌است، می‌توان به ... من مخالفم، شور، رانندگان جایگزین، زندگی برای زندگی: ماکسیمیلیان کلبه، پوزنان ۵۶، پرستار کودک، رز کوچک و استتار اشاره نمود.